# Zespół Scotta
Zespół Scotta (łac. syndroma Scott, ang. Scott syndrome) – genetycznie uwarunkowana skaza krwotoczna o przebiegu łagodnym lub umiarkowanym, charakteryzująca się skłonnością do krwawień, powodowana upośledzoną produkcją trombiny przez płytki krwi.

## Historia
Zespół po raz pierwszy opisany w 1979 roku przez zespół amerykańskich lekarzy z Uniwersytetu Columbia w Nowym Jorku w składzie Harvey Weiss, William Vicic, Bruce Lages oraz John Rogers. Nazwa zespołu pochodzi od nazwiska pierwszej opisanej pacjentki. Do 2011 roku opisano 3 przypadki.

## Etiologia
Zespół Scotta jest zespołem genetycznym dziedziczonym autosomalnie recesywnie, spowodowanym defektem genu ANO6 (TMEM16F) położonego na ramieniu długim chromosomu 12.

## Obraz kliniczny
Jedynym objawem jest skaza krwotoczna o małym lub umiarkowanym nasileniu, z krwawieniami po zabiegach chirurgicznych oraz urazach.

## Rozpoznanie
Czas krwawienia oraz agregacja płytek są prawidłowe. Skrócony jest czas kaolinowo-kefalinowy oraz zwiększone jest stężenie protrombiny w osoczu krwi. Rozpoznanie można ustalić na podstawie badania ekspresji fosfatydyloseryny i generacji mikrocząstek płytkowych w cytometrii przepływowej.